# Крепость на колёсах
«Крепость на колёсах» — советский художественный чёрно-белый фильм, снятый режиссёром Олегом Ленциусом в 1960 году на киностудии имени Довженко.

## Сюжет
Фильм снят по реальным событиям. Один из легендарных эпизодов первых дней Великой Отечественной войны.
В районе Канева, в августе 1941 года, прикрывая переправы через Днепр, героически сражается с оккупантами, неся большие потери, бронепоезд № 56 под командованием капитана П. К. Ищенко. Его задача — остановить продвижение фашистов и прорвать кольцо осады, создав спасительный коридор для советских солдат. После того, как вражеская бомбардировка вывела бронепоезд из строя, экипаж уничтожил матчасть и влился в состав обороняющихся стрелковых частей.

## В ролях
- Борис Дмоховский — командарм Усов
- Григорий Михайлов — командир бронепоезда
- Василий Векшин — комиссар Самарин
- Андрей Хлебников — старшина Гоголко
- Михаил Пуговкин — боец Вожжов
- Наталия Наум — Надежда
- Павел Дубашинский — Юрко
- Анвар Тураев — Есет Исмаили
- Борис Харитонов — радист
- Николай Козленко — Добрыльченко
- Владимир Мишаков — машинист Жур
- Владимир Коршун — Иваненко
- Александр Ануров — капитан Бондаренко
- Степан Бирилло — генерал фон Лютвиц
- Владимир Волков — боец
- Алексей Бунин — Остап Корнеевич, отец Нади
- Николай Крюков — Вальтер фон Лютвиц
- Наталья Кандыба — мать
- Борис Ивченко — эпизод